# 본즈 & 올
《본즈 앤 올》(영어: Bones and All)은 2022년 개봉한 성장 로맨스 공포 영화로, 루카 구아다니노가 연출하고, 테일러 러셀과 티모테 샬라메가 주연을 맡았다.
2022년 제79회 베네치아 국제 영화제 은사자상 감독상, 마르첼로 마스트로야니상 수상작이자 황금사자상 경쟁후보작이다. 연출, 러셀·샬라메·마크 라일런스의 연기, 촬영, 음악, 장르 혼용 등이 호평을 받았으나 흥행면에서는 성공하지 못하였다.

## 줄거리
1988년. 메릴랜드주 프레더릭에 사는 십대 매런은 3살 때 자신을 돌보던 베이비시터를 잡아먹으면서 식인 성향을 드러냈으며, 8살 때 여름 캠프에서 다른 친구의 생명을 빼앗고도 후회하는 기미를 보이지 않았다. 늘 그 뒷처리를 해온 아버지 프랭크는 한계에 도달해 매런이 18살이 되자 육성 녹음 테이프만 남긴 채 사라진다.
매런은 자신이 유아일 적에 가출한 어머니 저넬을 만나기 위해 저넬의 고향 미네소타주로 향하다가 한 버스 정류장에서 냄새로 자신이 식인자("eater")임을 알아차린 동족 설리와 마주친다. 강한 포식 욕망을 지닌 설리는 식인자들 사이에서 지켜야할 규칙을 알려준다. 설리가 자신을 곁에 붙들어두고자 하는 의도를 분명히 하자 매런은 몰래 다시 길을 떠난다.
매런은 도중 한 인디애나주 가게에 들린다. 아기를 데리고 있는 어느 여성 손님을 한 남성 손님이 괴롭히자 근처에 있던 다른 남성 손님 리가 끼어든다. 냄새로 리가 동족임을 알아챈 매런은 리가 남성 손님을 밖으로 유인하자 뒤쫓아간다. 매런은 이미 남성 손님을 잡아먹어 입가가 피범벅이 된 리와 통성명을 한다. 리는 매런이 저넬을 찾는 여정에 동행하기로 하고, 두 사람은 차차 사랑에 빠진다.
둘은 켄터키주 호수에서 식인자 제이크와 인간 브래드를 만난다. 제이크는 한 인간을 뼈까지 전부("bones-and-all") 먹어치운 경험을 털어놓으며, 이는 차원이 전혀 다른 경험이라고 말한다. 한편 매런은 브래드가 타고난 식인자가 아님에도 자의로 식인을 선택했다는 사실을 알고 참을 수 없는 기분을 느낀다. 이후 매런이 허기를 호소하자 리가 유원지에서 직원을 유혹해 죽이고, 둘은 함께 시체를 뜯어먹는다. 그러나 매런은 뒤늦게 그 직원에게 아내와 어린 자녀들이 있었다는 사실을 알게 되고 괴로워한다.
매런의 존재를 모르고 있던 외할머니 바버라는 저넬이 입양아이며 자진해서 퍼거스폴스 정신병원에 입원해있다는 걸 알려준다. 병원을 찾은 매런은 저넬이 예전에 본인 양손을 먹어치웠으며 대화가 가능한 상태가 아니라는 걸 알게 된다. 간호사는 저넬이 15년 전에 매런 앞으로 써둔 편지를 건넨다. 그 편지에는 괴물로 사느니 차라리 자살하라는 말이 담겨있다. 매런이 편지를 다 읽은 직후 저넬이 매런에게 돌진하고 간호사가 저넬을 제압한 사이 매런은 병원에서 뛰쳐나간다.
저넬과 같은 절차를 밟지 않겠다는 결심으로 매런은 리를 두고 떠나지만, 몇 달 후 다시 리의 켄터키 고향을 찾아 리와 재회한다. 리는 아버지가 여동생과 자신을 학대했으며 역시 식인자였는데, 싸움 중에 아버지가 자신을 물자 바로 아버지를 잡아먹었다는 사실을 털어놓는다. 매런은 그럼에도 리를 사랑한다고 말하고, 둘은 평범한 "인간" 연인으로 살아가기로 한다.
매런과 리는 한동안 미시간주 앤아버에서 평온한 일상을 보내지만, 매런을 향한 집착을 버리지 못한 설리가 집에 침입한다. 리는 설리를 죽이는 데 성공하나 본인도 치명상을 입는다. 리는 죽어가며 매런에게 자신을 "뼈까지 전부" 먹어달라고 부탁한다.
주저하던 매런은 결국 소원을 들어준다.

## 출연
- 테일러 러셀 - 매런 이얼리, 식인자 역
- 티모테 샬라메 - 리, 식인자 역
- 마크 라일런스 - 설리, 식인자 역
- 마이클 스툴바그 - 제이크, 식인자 역
- 안드레이 홀랜드 - 프랭크 이얼리, 아버지 역
- 클로이 세비니 - 저넬 컨스, 어머니 역
- 데이비드 고든 그린 - 브래드 역
- 제시카 하퍼 - 바버라 컨스, 외할머니 역
- 제이크 호러위츠 - 랜스, 유원지 직원 역
- 애나 코브 - 케일라, 리의 여동생 역
- 켄들 코피 - 셰리 역
- 매들린 홀 - 매런의 친구 역
- 프랜체스카 스코세이지 - 희생자 역

## 반응

### 평가
콘시퀀스의 클린트 워딩턴은 주인공들이 인간의 보편 도덕을 따르지 않고 자신들만의 낙원을 구축한다는 점에서 《우리에게 내일은 없다》(1967), 《황무지》(1973)와 유사하다고 평하였다.